# Fløjte
 Denne artikel omhandler blæseinstrumentet. For det, at frembringe fløjtelyde uden brug af hjælpemidler, se fløjten.
En fløjte er et blæseinstrument. Uanset materialet kategoriseres fløjten som træblæser. Begrebet omfatter fløjter af alle afskygninger – blikfløjter, blokfløjter, primitive fløjter skåret af grene eller (fugle)knogler.
Drums.ogg
Der findes fløjter der kun har en enkelt tone, trillefløjte, blikfløjte og de mest primitive pilefløjter.
Fløjter kan anvendes til signalgivning, som f.eks. bådsmandspiben brugt på skibe og fodbolddommerers fløjte.
Samtidig findes der meget komplicerede fløjter med mange toner – nogle som panfløjten med flere rør, andre som langfløjten og blokfløjten med fingerhuller der kan dækkes/fritholdes for at opnå forskellige toner. En anden type fløjte kaldet Marchfløjten bruges mest i tambourkorps i gardeorkestre.